# 天主教阿里卡教區
天主教阿里卡教區（拉丁語：Diocesis Sancti Marci Aricensis）是智利一個羅馬天主教教區，屬安托法加斯塔總教區。
1959年2月17日設立自治監督區，1986年8月29日升為教區。教區範圍包括阿里卡省和帕里納科塔省。2010年有教友136,000人（佔轄區人口70.5%）、廿二個堂區、廿六名司鐸。現任教區主教為埃克托·巴爾加斯·巴斯帝達斯SDB。